# Amar Dedic
Amar Dedic (født 18. august 2002), er en fodboldspiller fra  Bosnien-Hercegovina. Amar Dedic spiller hovedsageligt i forsvaret for S.L. Benfica. Han har i løbet af sin professionelle karriere spillet for FC Liefering, Bosnien-Hercegovinas U21-landshold, Salzburg, Bosnien-Hercegovinas fodboldlandshold og Wolfsberger AC.